# Großer Preis von Kanada 2003
Der Große Preis von Kanada 2003 (offiziell XLI Grand Prix Air Canada) fand am 15. Juni auf dem Circuit Gilles-Villeneuve in Montreal statt und war das achte Rennen der Formel-1-Weltmeisterschaft 2003.

## Berichte

### Hintergrund
Nach dem Großen Preis von Monaco führte Kimi Räikkönen in der Fahrerwertung mit vier Punkten vor Michael Schumacher und mit 19 Punkten vor Fernando Alonso. In der Konstrukteurswertung führte McLaren-Mercedes mit zwei Punkten vor Ferrari und mit 23 Punkten vor Williams-BMW.
Mit Michael Schumacher (fünfmal) und Ralf Schumacher (einmal) traten zwei ehemalige Sieger zu diesem Grand Prix an.

### Training
Vor dem Sonntagsrennen fanden vier Trainingseinheiten statt – zwei am Donnerstag und zwei am Samstag. Die Sitzungen am Donnerstagvormittag und -nachmittag dauerten jeweils eine Stunde. Das dritte und letzte Training fand am Samstagmorgen statt und dauerte 45 Minuten.
Am Freitag war Antonio Pizzonia mit 1:16,621 Minuten Schnellster vor Juan Pablo Montoya und Michael Schumacher.
Am Samstag setzte sich dann Michael Schumacher mit 1:23,385 Minuten an die Spitze, gefolgt von Rubens Barrichello und Giancarlo Fisichella.

### Qualifikation
Im ersten Qualifikationsabschnitt am Freitag (Vor-Qualifikation) fuhr Barrichello die schnellste Runde vor seinem Teamkollegen Michael Schumacher und dem Sauber von Nick Heidfeld.
Im zweiten Qualifikationsabschnitt am Samstag war dann Ralf Schumacher der Schnellste und sicherte sich so zum zweiten Mal in Folge die Pole-Position. Montoya und Michael Schumacher folgten auf den Plätzen zwei und drei.

### Warm Up
Im Warm Up war Ralf Schumacher der Schnellste. Ihm folgten die beiden McLaren von Räikkönen und David Coulthard.

### Rennen
Beim Start blieben die Spitzenplätze unverändert, die beiden Williams-Piloten führten vor Michael Schumacher, Alonso, Barrichello und Mark Webber. Barrichello berührte Alonso leicht, beschädigte dabei den Frontflügel seines Wagens und musste an die Box, um ihn zu ersetzen. In der zweiten Runde verlor Montoya die Kontrolle über sein Auto, drehte sich und wurde von Michael Schumacher, Alonso und Webber überholt. Der kolumbianische Fahrer setzte sich in den letzten beiden Rennen durch, hatte aber einen Rückstand von etwa zehn Sekunden auf die Schumacher-Brüder.
Bei den ersten Boxenstopps gelang es Michael Schumacher, der länger auf der Strecke blieb als sein Bruder, ihn zu überholen. Trotz der geringen Abstände kam es zu keinen nennenswerten Überholversuchen und die ersten vier überquerten in der gleichen Reihenfolge die Ziellinie. Dahinter stand Barrichello, der nach den anfänglichen Unannehmlichkeiten ein gutes Comeback hinlegte. Der Brasilianer lag vor Räikkönen, der mitten im Rennen durch einen Reifenschaden gebremst wurde: Webber und Olivier Panis schlossen ebenfalls in den Punkten ab, letzterer zum ersten Mal in dieser Saison.
Dies war das vierte Mal, dass die Schumacher-Brüder ein Rennen auf den Plätzen 1 und 2 beendeten, nachdem ihnen dies als erstes Geschwisterpaar überhaupt beim Großen Preis von Kanada 2001 erstmals gelungen war.
Alonso fuhr zum ersten Mal in seiner Karriere die schnellste Rennrunde. Der spanische Fahrer war der jüngste, dem dies in der bisherigen Geschichte der Formel 1 gelang. Er übertraf damit den bisherigen Rekord von Bruce McLaren (gemeinsam mit Stirling Moss aufgestellt), der seit dem Großen Preis von Großbritannien 1959 bestand.
Da Räikkönen das Rennen als Sechster beendete und hierfür nur drei Punkte bekam, übernahm Michael Schumacher mit dem Sieg auch erstmals in dieser Saison die Führung in der Fahrerwertung. Dritter blieb Alonso. In der Konstrukteurswertung zog Ferrari wieder an McLaren-Mercedes vorbei. Williams-BMW blieb Dritter.

## Meldeliste
| Team                       | Nr. | Fahrer                | Chassis         | Motor                 | Reifen |
| -------------------------- | --- | --------------------- | --------------- | --------------------- | ------ |
| Scuderia Ferrari Marlboro  | 01  | Michael Schumacher    | Ferrari F2002   | Ferrari 3.0 V10       | B      |
| Scuderia Ferrari Marlboro  | 02  | Rubens Barrichello    | Ferrari F2002   | Ferrari 3.0 V10       | B      |
| BMW.WilliamsF1 Team        | 03  | Juan Pablo Montoya    | Williams FW25   | BMW 3.0 V10           | M      |
| BMW.WilliamsF1 Team        | 04  | Ralf Schumacher       | Williams FW25   | BMW 3.0 V10           | M      |
| West McLaren Mercedes      | 05  | David Coulthard       | McLaren MP4-17D | Mercedes-Benz 3.0 V10 | M      |
| West McLaren Mercedes      | 06  | Kimi Räikkönen        | McLaren MP4-17D | Mercedes-Benz 3.0 V10 | M      |
| Mild Seven Renault F1 Team | 07  | Jarno Trulli          | Renault R23     | Renault 3.0 V10       | M      |
| Mild Seven Renault F1 Team | 08  | Fernando Alonso       | Renault R23     | Renault 3.0 V10       | M      |
| Sauber Petronas            | 09  | Nick Heidfeld         | Sauber C22      | Petronas 3.0 V10      | B      |
| Sauber Petronas            | 10  | Heinz-Harald Frentzen | Sauber C22      | Petronas 3.0 V10      | B      |
| Jordan-Ford                | 11  | Giancarlo Fisichella  | Jordan EJ13     | Ford RS 3.0 V10       | B      |
| Jordan-Ford                | 12  | Ralph Firman          | Jordan EJ13     | Ford RS 3.0 V10       | B      |
| Jaguar Racing              | 14  | Mark Webber           | Jaguar R4       | Cosworth 3.0 V10      | M      |
| Jaguar Racing              | 15  | Antonio Pizzonia      | Jaguar R4       | Cosworth 3.0 V10      | M      |
| Lucky Strike BAR Honda     | 16  | Jacques Villeneuve    | BAR 005         | Honda 3.0 V10         | B      |
| Lucky Strike BAR Honda     | 17  | Jenson Button         | BAR 005         | Honda 3.0 V10         | B      |
| Minardi F1 Team            | 18  | Justin Wilson         | Minardi PS03    | Cosworth 3.0 V10      | B      |
| Minardi F1 Team            | 19  | Jos Verstappen        | Minardi PS03    | Cosworth 3.0 V10      | B      |
| Panasonic Toyota Racing    | 20  | Olivier Panis         | Toyota TF103    | Toyota 3.0 V10        | M      |
| Panasonic Toyota Racing    | 21  | Cristiano da Matta    | Toyota TF103    | Toyota 3.0 V10        | M      |

## Klassifikationen

### Qualifying
| Pos. | Fahrer                | Konstrukteur     | Q1       | Q2         | Start |
| ---- | --------------------- | ---------------- | -------- | ---------- | ----- |
| 01   | Ralf Schumacher       | Williams-BMW     | 1:38,210 | 1:15,529   | 01    |
| 02   | Juan Pablo Montoya    | Williams-BMW     | 1:37,479 | 1:15,923   | 02    |
| 03   | Michael Schumacher    | Ferrari          | 1:31,969 | 1:16,047   | 03    |
| 04   | Fernando Alonso       | Renault          | 1:35,173 | 1:16,048   | 04    |
| 05   | Rubens Barrichello    | Ferrari          | 1:30,925 | 1:16,143   | 05    |
| 06   | Mark Webber           | Jaguar-Cosworth  | 1:36,699 | 1:16,182   | 06    |
| 07   | Olivier Panis         | Toyota           | 1:37,313 | 1:16,598   | 07    |
| 08   | Jarno Trulli          | Renault          | 1:41,413 | 1:16,718   | 08    |
| 09   | Cristiano da Matta    | Toyota           | 1:38,244 | 1:16,826   | 09    |
| 10   | Heinz-Harald Frentzen | Sauber-Petronas  | 1:35,776 | 1:16,939   | 10    |
| 11   | David Coulthard       | McLaren-Mercedes | 1:36,463 | 1:17,024   | 11    |
| 12   | Nick Heidfeld         | Sauber-Petronas  | 1:32,778 | 1:17,086   | 12    |
| 13   | Antonio Pizzonia      | Jaguar-Cosworth  | 1:38,255 | 1:17,337   | 13    |
| 14   | Jacques Villeneuve    | BAR-Honda        | 1:44,702 | 1:17,347   | 14    |
| 15   | Jos Verstappen        | Minardi-Cosworth | 1:37,426 | 1:18,014   | 15    |
| 16   | Giancarlo Fisichella  | Jordan-Ford      | 1:38,617 | 1:18,036   | 16    |
| 17   | Jenson Button         | BAR-Honda        | 1:38,109 | 1:18,205   | 17    |
| 18   | Justin Wilson         | Minardi-Cosworth | 1:38,088 | 1:18,560   | 18    |
| 19   | Ralph Firman          | Jordan-Ford      | 1:34,759 | 1:18,692   | 19    |
| 20   | Kimi Räikkönen        | McLaren-Mercedes | 1:35,373 | keine Zeit | 20    |

### Rennen
| Pos. | Fahrer                | Konstrukteur     | Runden | Stopps | Zeit        | Start | Schnellste Runde |
| ---- | --------------------- | ---------------- | ------ | ------ | ----------- | ----- | ---------------- |
| 01   | Michael Schumacher    | Ferrari          | 70     | 2      | 1:31:13,591 | 03    | 1:16,378 (46.)   |
| 02   | Ralf Schumacher       | Williams-BMW     | 70     | 2      | + 0,784     | 01    | 1:16,599 (48.)   |
| 03   | Juan Pablo Montoya    | Williams-BMW     | 70     | 2      | + 1,355     | 02    | 1:16,349 (39.)   |
| 04   | Fernando Alonso       | Renault          | 70     | 2      | + 4,481     | 04    | 1:16,040 (53.)   |
| 05   | Rubens Barrichello    | Ferrari          | 70     | 2      | + 1:04,261  | 05    | 1:16,368 (35.)   |
| 06   | Kimi Räikkönen        | McLaren-Mercedes | 70     | 1      | + 1:10,502  | 20    | 1:16,669 (67.)   |
| 07   | Mark Webber           | Jaguar-Cosworth  | 69     | 2      | + 1 Runde   | 06    | 1:17,592 (45.)   |
| 08   | Olivier Panis         | Toyota           | 69     | 2      | + 1 Runde   | 07    | 1:17,904 (40.)   |
| 09   | Jos Verstappen        | Minardi-Cosworth | 68     | 2      | + 2 Runden  | 15    | 1:18,521 (38.)   |
| 10   | Antonio Pizzonia      | Jaguar-Cosworth  | 66     | 3      | + 4 Runden  | 13    | 1:17,324 (54.)   |
| 11   | Cristiano da Matta    | Toyota           | 64     | 2      | + 6 Runden  | 09    | 1:17,787 (38.)   |
| –    | Justin Wilson         | Minardi-Cosworth | 60     | 2      | DNF         | 18    | 1:18,039 (42.)   |
| –    | Jenson Button         | BAR-Honda        | 51     | 2      | DNF         | 17    | 1:17,562 (22.)   |
| –    | David Coulthard       | McLaren-Mercedes | 47     | 1      | DNF         | 11    | 1:17,088 (23.)   |
| –    | Nick Heidfeld         | Sauber-Petronas  | 47     | 2      | DNF         | 12    | 1:17,769 (44.)   |
| –    | Jarno Trulli          | Renault          | 22     | 2      | DNF         | 08    | 1:18,696 (18.)   |
| –    | Giancarlo Fisichella  | Jordan-Ford      | 20     | 0      | DNF         | 16    | 1:17,186 (20.)   |
| –    | Ralph Firman          | Jordan-Ford      | 20     | 0      | DNF         | 19    | 1:19,453 (18.)   |
| –    | Jacques Villeneuve    | BAR-Honda        | 14     | 1      | DNF         | 14    | 1:19,780 (06.)   |
| –    | Heinz-Harald Frentzen | Sauber-Petronas  | 6      | 0      | DNF         | 10    | 1:20,043 (03.)   |

## WM-Stände nach dem Rennen
Die ersten acht des Rennens bekamen 10, 8, 6, 5, 4, 3, 2 bzw. 1 Punkt(e).

### Fahrerwertung
| Pos. | Fahrer               | Konstrukteur     | Punkte |
| ---- | -------------------- | ---------------- | ------ |
| 01   | Michael Schumacher   | Ferrari          | 54     |
| 02   | Kimi Räikkönen       | McLaren-Mercedes | 51     |
| 03   | Fernando Alonso      | Renault          | 34     |
| 04   | Ralf Schumacher      | Williams-BMW     | 33     |
| 05   | Juan Pablo Montoya   | Williams-BMW     | 31     |
| 06   | Rubens Barrichello   | Ferrari          | 31     |
| 07   | David Coulthard      | McLaren-Mercedes | 25     |
| 08   | Jarno Trulli         | Renault          | 13     |
| 09   | Giancarlo Fisichella | Jordan-Ford      | 10     |
| 10   | Jenson Button        | BAR-Honda        | 8      |

| Pos. | Fahrer                | Konstrukteur     | Punkte |
| ---- | --------------------- | ---------------- | ------ |
| 11   | Heinz-Harald Frentzen | Sauber-Petronas  | 7      |
| 12   | Mark Webber           | Jaguar-Cosworth  | 6      |
| 13   | Cristiano da Matta    | Toyota           | 3      |
| 14   | Jacques Villeneuve    | BAR-Honda        | 3      |
| 15   | Olivier Panis         | Toyota           | 1      |
| 16   | Nick Heidfeld         | Sauber-Petronas  | 1      |
| 17   | Ralph Firman          | Jordan-Ford      | 1      |
| 18   | Antonio Pizzonia      | Jaguar-Cosworth  | 0      |
| 19   | Jos Verstappen        | Minardi-Cosworth | 0      |
| 20   | Justin Wilson         | Minardi-Cosworth | 0      |

### Konstrukteurswertung
| Pos. | Konstrukteur     | Punkte |
| ---- | ---------------- | ------ |
| 01   | Ferrari          | 85     |
| 02   | McLaren-Mercedes | 76     |
| 03   | Williams-BMW     | 64     |
| 04   | Renault          | 47     |
| 05   | Jordan-Ford      | 11     |

| Pos. | Konstrukteur     | Punkte |
| ---- | ---------------- | ------ |
| 06   | BAR-Honda        | 11     |
| 07   | Sauber-Petronas  | 8      |
| 08   | Jaguar-Cosworth  | 6      |
| 09   | Toyota           | 4      |
| 10   | Minardi-Cosworth | 0      |